# The Ronettes
The Ronettes – amerykański, popowy zespół dziewczęcy z lat 60. XX wieku.
Pochodzącą z Nowego Jorku grupę tworzyły wokalistka Veronica Bennett (a.k.a. Ronnie Spector), jej siostra Estelle Bennett oraz ich kuzynka Nedra Talley. Ich najbardziej znanym albumem jest Presenting the Fabulous Ronettes featuring Veronica z 1963, a najsłynniejsze utwory to Be My Baby, Baby, I Love You, (The Best Part Of) Breakin’ Up.
W 2007 grupa została wprowadzona do Rock and Roll Hall of Fame.

## Historia
Siostry Estelle (ur. 22 lipca 1941, zm. 11 lutego 2009) i Veronica Bennett (ur. 10 sierpnia 1943, zm. 12 stycznia 2022) oraz ich kuzynka Nedra Talley (ur. 27 stycznia 1946) zachęcane przez babcię śpiewały razem od dziecka. W 1959 podczas wygranego przez nie konkursu talentów zostały dostrzeżone przez promotora i menadżera Phillipa Halikusa.
Po podpisaniu kontraktu z Colpix wydali pierwszy singel I Want a Boy jako Ronnie & the Relatives.
W 1963 na zespół występujący już jako The Ronettes zwrócił uwagę producent Phil Spector i podpisał z nim kontrakt. Grupa była przedstawiana jako „niegrzeczne dziewczyny”, co miały wzmacniać fryzury, krótkie spódnice oraz makijaż.
Międzynarodowy hit grupy – „Be My Baby” wykorzystany m.in. w filmie Dirty Dancing napisał Spector oraz Jeff Barry i Ellie Greenwich. W 2004 utwór został sklasyfikowany na 22. miejscu listy 500 utworów wszech czasów magazynu Rolling Stone.
W 1964 zespół koncertował w Anglii wspólnie z The Rolling Stones i spotkał się z The Beatles. Kolejne single docierały do czwartej dziesiątki list przebojów (The Best Part of Breaking Up, Do I Love You?), jednak płyta Presenting the Fabulous Ronettes featuring Veronica nie osiągnęła spodziewanego sukcesu.
Grupa rozwiązała się w 1966 w związku z brakiem zainteresowania publiczności i minięciem mody na zespoły typu The Ronettes

## Wydarzenia późniejsze
W 1968 Ronnie Bennert wyszła za Phila Spectora i na kilka lat zawiesiła karierę muzyczną. Para rozwiodła się w 1974.
W 2001 zgodnie z wyrokiem sądu Spector musiał zapłacić wokalistkom 3 mln dolarów zaległych tantiem.